# Debi Mazar
Deborah Anne Mazar Corcos (New York, 1964. augusztus 13. –) amerikai színésznő.
Legismertebb alakítása Macy Misa a 2015 és 2021 között futott Younger című sorozatban. A Törtetők című sorozatban is szerepelt.

## Fiatalkora
Szülei Nancy és Harry Mazar. A szülei nem sokkal a születése után elváltak. A kisgyerekként édesanyjával New York éltek. Tinédzserként Long Islandre költözött, ahol a keresztszüleivel élt.
Mielőtt színész lett több helyen is dolgozott.

## Pályafutása
A Danceterianál dolgozva találkozott Madonnával, aki felkérte, hogy legyen a sminkese. Utána további öt videójánál dolgozott vele. Első televíziós szereplése 1984-ben volt a Graffiti Rock című sorozatban.
Első komolyabb szerepe a Civil Wars című sorozatban volt. Szerepelt a Jóbarátok című sorozatban. Két részben szerepelt a Ki ez a lány? című sorozatban. A Dancing with the Stars kilencedik évadának versenyzője volt. 2012-ben szerepelt a Reszkessetek, betörők! 5. – Testvérek akcióban című filmben.
2011-ben a férjével közösen főzős sorozatot indított Extra Virgin címmel. 2015 és 2021 között szerepelt a Younger című sorozatban.

## Magánélete
1993 és 1999 között Paul Reubens színésszel járt. 2002-ben vette feleségül Gabriele Corcost séf. Két lányuk született.

## Filmográfia

### Filmek
| Év   | Magyar cím                                                | Eredeti cím                      | Szerep                       | Magyar hang                      |
| ---- | --------------------------------------------------------- | -------------------------------- | ---------------------------- | -------------------------------- |
| 1990 | Nagymenők                                                 | Goodfellas                       | Sandy                        | Kisfalvi Krisztina (1. szinkron) |
| 1990 | Nagymenők                                                 | Goodfellas                       | Sandy                        | Báthory Orsolya (2. szinkron)    |
| 1990 | Nagymenők                                                 | Goodfellas                       | Sandy                        | Solecki Janka (4. szinkron)      |
| 1991 | The Doors                                                 | The Doors                        | whiskey-s lány               |                                  |
| 1991 | Dzsungelláz                                               | Jungle Fever                     | Denise                       | Orosz Anna                       |
| 1991 | Más, mint a többiek                                       | Little Man Tate                  | Gina                         | Kocsis Mariann                   |
| 1992 | A levesben                                                | In the Soup                      | Suzie                        |                                  |
| 1992 | Vörös villamos                                            | Inside Monkey Zetterland         | Daphne                       | Balázs Ági                       |
| 1992 |                                                           | Love Is Like That                | Delores                      |                                  |
| 1992 | Facérok                                                   | Singles                          | Brenda                       |                                  |
| 1992 | Malcolm X                                                 | Malcolm X                        | Peg                          |                                  |
| 1992 | Játékszerek                                               | Toys                             | Debbie nővér                 |                                  |
| 1993 | Elbaltázott nászéjszaka                                   | So I Married an Axe Murderer     | Susan                        |                                  |
| 1993 | Nesze semmi, fogd meg jól!                                | Money for Nothing                | Monica Russo                 |                                  |
| 1993 | Beethoven 2.                                              | Beethoven's 2nd                  | Regina                       | Kiss Erika                       |
| 1994 | Lövések a Broadwayn                                       | Bullets over Broadway            | Violet                       | Timkó Eszter                     |
| 1994 | Boszorkányüldözés (tévéfilm)                              | Witch Hunt                       | A manikűrös                  | Braun Rita                       |
| 1995 | Mindörökké Batman                                         | Batman Forever                   | Spice                        |                                  |
| 1995 | A zenebirodalom visszavág                                 | Empire Records                   | Jane                         | Fazekas Zsuzsa                   |
| 1996 | Amit sohasem mondtam el neked                             | Cosas que nunca te dije          | Diane                        |                                  |
| 1996 | Girl 6 – A hatodik hang                                   | Girl 6                           | lány                         |                                  |
| 1996 | Bárbajnokok                                               | Trees Lounge                     | Crystal                      | Farkasinszky Edit                |
| 1996 |                                                           | Red Ribbon Blues                 | Darcy                        |                                  |
| 1996 | Űrkamionosok                                              | Space Truckers                   | Cindy                        | Nyírő Bea                        |
| 1997 | Botrány TV                                                | Meet Wally Sparks                | Sandy Gallo                  | Kiss Erika                       |
| 1997 | Út a pokolba                                              | Nowhere                          | Kozy                         | Németh Gabi                      |
| 1997 | Életem szerelme                                           | She's So Lovely                  | Georgie                      | Juhász Judit                     |
| 1997 |                                                           | The Deli                         | Teresa                       |                                  |
| 1997 | Casper 2. – Szellemes kezdetek                            | Casper: A Spirited Beginning     | Angie Lyons                  |                                  |
| 1997 |                                                           | Trouble on the Corner            | Ericca Rice                  |                                  |
| 1998 |                                                           | Frogs for Snakes                 | Simone                       |                                  |
| 1998 | A vér szava                                               | Hush                             | Lisa                         |                                  |
| 1998 | Szellem a dobozból                                        | There's No Fish Food in Heaven   | Rosie                        |                                  |
| 1998 | A maffia tanúja (tévéfilm)                                | Witness to the Mob               | Deborah Gravano              |                                  |
| 1998 |                                                           | David and Lisa (tévéfilm)        | Maggie                       |                                  |
| 1999 |                                                           | The Sissy Duckling (tévéfilm)    | kacsa mama (hangja)          |                                  |
| 1999 | A bennfentes                                              | The Insider                      | Debbie De Luca               | Bognár Gyöngyvér                 |
| 1999 | Ház a Kísértet-hegyen (törölt jelenet)                    | House on Haunted Hill            | Jennifer Jenzen              |                                  |
| 2000 | Kutya, pénz, rablók                                       | More Dogs Than Bones             | Mary                         |                                  |
| 2000 | A túszok ára                                              | Held for Ransom                  | Rita                         | Kökényessy Ági                   |
| 2002 |                                                           | Ten Tiny Love Stories            | Six                          |                                  |
| 2002 | A Szmokinger                                              | The Tuxedo                       | Steena                       | Kisfalvi Krisztina               |
| 2003 |                                                           | Who Killed the Idea? (rövidfilm) | titokzatos nő                |                                  |
| 2003 |                                                           | Deception                        | Janet Steiner                |                                  |
| 2004 | Collateral – A halál záloga                               | Collateral                       | fiatal nő                    |                                  |
| 2004 | Az én világom                                             | My Tiny Universe                 | Bonnie                       |                                  |
| 2005 | Csak lazán!                                               | Be Cool                          | Marla                        | Román Judit                      |
| 2005 | Edmond                                                    | Edmond                           | Mádám                        |                                  |
| 2005 |                                                           | Wait (rövidfilm)                 | Joanne                       |                                  |
| 2006 | Alibi – Ha hiszed, ha nem                                 | Lies & Alibis                    | Bryce nyomozó                | Agócs Judit                      |
| 2006 |                                                           | Red Riding Hood                  | Piros anyja                  |                                  |
| 2008 |                                                           | A Beautiful Life                 | Susan                        |                                  |
| 2008 | Nők                                                       | The Women                        | Tanya                        | Solecki Janka                    |
| 2012 | Reszkessetek, betörők! 5. – Testvérek akcióban (tévéfilm) | Home Alone: The Holiday Heist    | Jessica                      | Kiss Erika                       |
| 2013 |                                                           | Lovelace                         | Dolly Sharp                  |                                  |
| 2013 |                                                           | Return to Babylon                | Gloria Swanson               |                                  |
| 2014 | Megőrjít a csaj                                           | She's Funny That Way             | Vickie                       | Kiss Erika                       |
| 2015 | Törtetők                                                  | Entourage                        | Shauna Roberts               | Lázár Erika                      |
| 2017 | New York-i afférok                                        | The Only Living Boy in New York  | Anna                         | Pápai Erika                      |
| 2017 | Wonder Wheel – Az óriáskerék                              | Wonder Wheel                     | vendég a születésnapi partin |                                  |
| 2021 |                                                           | A Christmas Number One           | Colleen Porter               |                                  |
| 2022 |                                                           | Rainbow                          | partivendég                  |                                  |
| 2023 | Gyilkos a galériában                                      | The Kill Room                    | Kimono                       |                                  |

### Televíziós szerepek
| Év        | Magyar cím                               | Eredeti cím                       | Szerep                       | Megjegyzések                            |
| --------- | ---------------------------------------- | --------------------------------- | ---------------------------- | --------------------------------------- |
| 2020      |                                          | Katy Keene                        | önmaga                       | 1 epizód                                |
| 2019      |                                          | Power                             | Auntie Doloris               | 1 epizód                                |
| 2018      |                                          | Arde Madrid                       | Ava Gardner                  | 8 epizód                                |
| 2018      | A Simpson család                         | The Simpsons                      | Minnie Szyslak (hang)        | 1 epizód                                |
| 2017–2019 | Vidám!                                   | Happy!                            | Isabella Scaramucci          | 5 epizód                                |
| 2017      |                                          | The Untitled Action Bronson Show  | önmaga                       | 1 epizód                                |
| 2016      | Sherlock és Watson                       | Elementary                        | Cosa nyomozó                 | 1 epizód                                |
| 2015–2021 | Younger                                  | Younger                           | Maggie Amato                 | főszereplő magyar hangja Kiss Erika     |
| 2014      |                                          | The Chew                          | önmaga                       | 1 epizód                                |
| 2012      | Míg az élet el nem választ               | Happily Divorced                  | Jan                          | 1 epizód                                |
| 2012      | Melissa & Joey                           | Melissa & Joey                    | Harper Quinn                 | 1 epizód                                |
| 2011–2015 |                                          | Extra Virgin                      | önmaga                       | főszereplő                              |
| 2011      |                                          | Good Vibes                        | Barbara "Babs" Brando (hang) | főszereplő                              |
| 2010      | Jonasék Los Angelesben                   | Jonas L.A.                        | Mona Klein                   | mellékszereplő magyar hangja Orosz Anna |
| 2010      |                                          | Hawthorne                         | Donna Alberghetti            | 1 epizód                                |
| 2010      | Gordon Ramsay – A pokol konyhája         | Hell's Kitchen                    | önmaga                       | 1 epizód                                |
| 2010      | Az élet és Tim                           | The Life & Times of Tim           | Rochelle (hang)              | 1 epizód                                |
| 2009      |                                          | Dancing with the Stars            | önmaga                       | versenyző                               |
| 2009      | Castle                                   | Castle                            | Paula Haas                   | 1 epizód magyar hangja Peller Anna      |
| 2009      |                                          | Burn Notice                       | Amy                          | 1 epizód                                |
| 2008      | Esküdt ellenségek: Különleges ügyosztály | Law & Order: Special Victims Unit | Peggy Bernardi               | 1 epizód                                |
| 2008      | Kőgazdagok                               | Privileged                        | Debra                        | 1 epizód magyar hangja Ősi Ildikó       |
| 2006      | Ki ez a lány?                            | Ugly Betty                        | Leah Feldman                 | 2 epizód                                |
| 2006      | Szellemekkel suttogó                     | Ghost Whisperer                   | Josie                        | 1 epizód                                |
| 2005–2006 |                                          | Living With Fran                  | Merrill néni                 | 4 epizód                                |
| 2005      | New York rendőrei                        | NYPD Blue                         | Maxine Annunziato            | 1 epizód                                |
| 2004–2011 | Törtetők                                 | Entourage                         | Shauna Roberts               | 50 epizód magyar hangja Lázár Erika     |
| 2004      | CSI: Miami helyszínelők                  | CSI: Miami                        | Rebecca Briggs               | 1 epizód                                |
| 2004      | Ügyvédek                                 | The Practice                      | Gigi Coley                   | 2 epizód                                |
| 2003–2004 |                                          | All of Us                         | Alex / Debi                  | mellékszereplő                          |
| 2003–2004 | Hetedik mennyország                      | 7th Heaven                        | Kelly nővér                  | 2 epizód                                |
| 2003      |                                          | Wanda at Large                    | Jenny Hawkins                | 1 epizód                                |
| 2002      | Jóbarátok                                | Friends                           | Doreen                       | 1 epizód                                |
| 2000–2002 | Édes élet olasz módra                    | That's Life                       | Jackie O'Grady               | főszereplő magyar hangja Kiss Virág     |
| 2000      |                                          | Get Real                          | Kate Harris                  | 1 epizód                                |
| 1999      |                                          | Providence                        | Vonda Vickers                | 1 epizód                                |
| 1999      | A Thornberry család                      | The Wild Thornberrys              | Mongoose (hang)              | 1 epizód                                |
| 1998–1999 |                                          | Working                           | Liz Tricoli                  | főszereplő                              |
| 1997      |                                          | Temporarily Yours                 | Deb DeAngelo                 | főszereplő                              |
| 1995      |                                          | Burke's Law                       | Rachel Davis                 | 1 epizód                                |
| 1993–1994 |                                          | L.A. Law                          | Denise Iannello              | főszereplő                              |
| 1991–1993 |                                          | Civil Wars                        | Denise Iannello              | főszereplő                              |
| 1984      |                                          | Graffiti Rock                     | táncos                       | 1 epizód                                |